# Anne de Foix-Candale

Anne de Foix-Candale, Königin von Böhmen und Ungarn, Meister des Leitmeritzer Altars, Wandmalerei in der Hl. Wenzels-Kapelle, St.-Veits-Dom, Prag, um 1509

Anne de Foix-Candale (* 1484; † 26. Juli 1506 in Ofen) war eine französische Gräfin aus dem Haus Grailly und durch Heirat Königin von Böhmen und Ungarn.

## Leben
Anne war eine Tochter des Grafen Gaston II. de Foix-Candale und dessen ersten Ehefrau Catharine, die wiederum eine Tochter des Grafen Gaston IV. von Foix und der Königin Eleonore von Navarra war. Sie entstammte väterlicherseits einer Nebenlinie des Hauses Grailly, welches zu Beginn des 15. Jahrhunderts in den Besitz der Grafschaft Foix gelangte. Annes Mutter entstammte der Hauptlinie der Graillys, welche diese Grafschaft innehatte und war demzufolge eine Cousine von Annes Vater.
Nach dem Tod ihres Vaters 1500 fand Anne Aufnahme am Hof des Königs Ludwig XII. von Frankreich. Sie war eine Cousine der Königin Anne de Bretagne, die eine Patin Annes war.
König Wladislaw II. von Böhmen und Ungarn, Sohn des polnischen Königs Kasimir IV. Andreas und der Erzherzogin und ungarischen Prinzessin Elisabeth von Habsburg, war bereits über 40 Jahre alt, als er um die Hand Annes anzuhalten gedachte. Nachdem er vom Papst Alexander VI. 1500 die Annullierung seiner Ehe mit Beatrix von Aragón erreicht hatte, schickte er eine Gesandtschaft nach Frankreich, die für ihn um Anne werben sollte. Der Heiratsvertrag wurde 1501 erstellt, und Annes Ferntrauung mit Wladislaw fand 1502 am französischen Hof in Blois statt. Im Sommer 1502 reiste die Prinzessin mit glänzendem Gefolge durch Savoyen und Italien, wo ihr insbesondere in Venedig ein königlicher Empfang bereitet wurde. Ihre persönliche Hochzeit mit Wladislaw feierte sie am 29. September 1502 in Stuhlweißenburg. Gleichzeitig wurde sie dort zur Königin von Ungarn gekrönt. Ludwig XII. gab ihr eine Mitgift von 40.000 Dukaten mit in die Ehe. Er beabsichtigte mit dieser Ehe, den Fortbestand der Jagiellonen-Dynastie in Böhmen und Ungarn zu bewahren, um damit den Erbfall des Hauses Habsburg, dem Rivalen Frankreichs um die Vorherrschaft in Europa, in diesen beiden Königreichen zu verhindern. Anne wurde eine gute Ratgeberin für ihren Gatten. Sie soll sich sehr für die Aussöhnung der Katholiken und Utraquisten interessiert haben.
Aus der Ehe gingen zwei Kinder hervor
- Anna (* 1503; † 1547), Erbin von Böhmen und Ungarn

⚭ 1515 Ferdinand I. (* 1503; † 1564), Erzherzog von Österreich und deutsch-römischer König
- Ludwig II. (* 1506; † 1526), letzter böhmischer und ungarischer König aus dem Geschlecht der Jagiellonen

⚭ 1515 Erzherzogin Maria von Österreich (* 1505; † 1558)
Königin Anna starb an den Folgen der Geburt ihres Sohnes und wurde erst in Ofen, danach mit ihrem Ehemann 1516 in Stuhlweißenburg bestattet. Aufgrund eines Abkommens ihres Ehemannes mit König Maximilian I. vom 20. März 1506, welches am 22. Juli 1515 in der Wiener Doppelhochzeit mündete, sollten die Absichten des französischen Königs vereitelt werden. Denn mit dem erbenlosen Tod ihres Sohnes in der Schlacht bei Mohács (1526) sollten die Habsburger über Annes gleichnamige Tochter dennoch in den Besitz der Kronen von Ungarn und Böhmen gelangen, wo sie bis 1918 verblieben.